# Piñor
Piñor és un municipi de la província d'Ourense a Galícia. Pertany a la Comarca do Carballiño.
| 3.932 | 3.373 | 3.611 | 2.293 | 1.505 |
| Fonts: INE i IGE (Els criteris de registre censal variaren i les dades de l'INE i de l'IGE poden no coincidir.) |       |       |       |       |

## Parròquies
- Barrán (San Xoán)
- A Canda (San Mamede)
- Carballeda (Santa María)
- Coiras (San Xoán)
- A Corna (Santa María do Desterro)
- Loeda (San Paio)
- Torcela (Santiago)